# جويللاومي كاتز
جويللاومي كاتز (4 فبراير 1989 بلوزان في سويسرا - ) هو لاعب كرة قدم سويسري في مركز الدفاع. لعب مع نادي فينترتور ونادي لوزان ونادي نيون وES FC Malley ‏.

## روابط خارجية
- جويللاومي كاتز على موقع قاعدة بيانات كرة القدم.إي يو (الإنجليزية)
- جويللاومي كاتز على موقع عالم كرة القدم.نت (الإنجليزية)